# Heinrich Friese (Biologe)

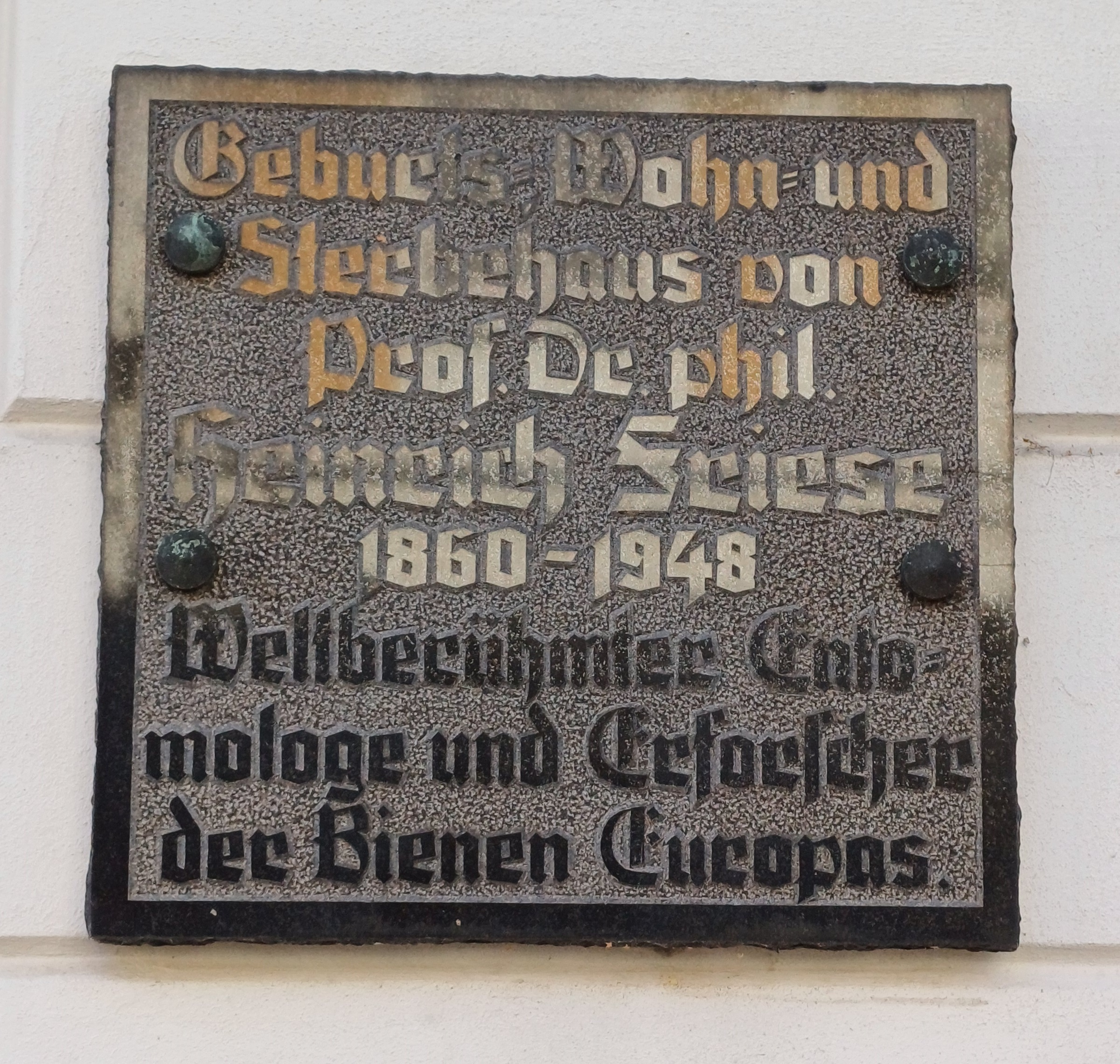
Gedenktafel für Friese am Geburts-, Wohn- und Sterbehaus in der Kirchenstraße in Schwerin

Heinrich Friedrich August Christian Karl Ludwig Friese (* 4. Mai 1860 in Schwerin; † 8. September 1948 ebenda) war ein deutscher Biologe und Entomologe.

## Leben und Werk
Heinrich Friese wurde 1860 als Sohn des mecklenburgischen Orgelbauers Friedrich Friese (III.) und dessen Frau Maria, geb. Müller, geboren. Er machte zunächst eine Orgelbauerlehre in der väterlichen Werkstatt, entschied sich dann jedoch für ein Studium der Zoologie, Botanik und Physik (1886 bis 1889).
Zum Schwerpunkt seiner Forschungen wurde die Entomologie, und hier insbesondere die Bienenkunde. Die Ergebnisse seiner Forschungsreisen, u. a. nach Spanien, Frankreich und Ungarn, fasste er bereits 1895 bis 1901 in seinem sechsbändigen Werk Die Bienen Europas zusammen.
1907 erhielt Friese die Ehrendoktorwürde der Justus-Liebig-Universität Gießen. 1919 bis 1934 leitete er die Abteilung Biologie im Landesgesundheitsamt Schwerin.
Er starb 1948 in Schwerin.
Die Bienengattung Eufriesea ist ihm zu Ehren benannt.

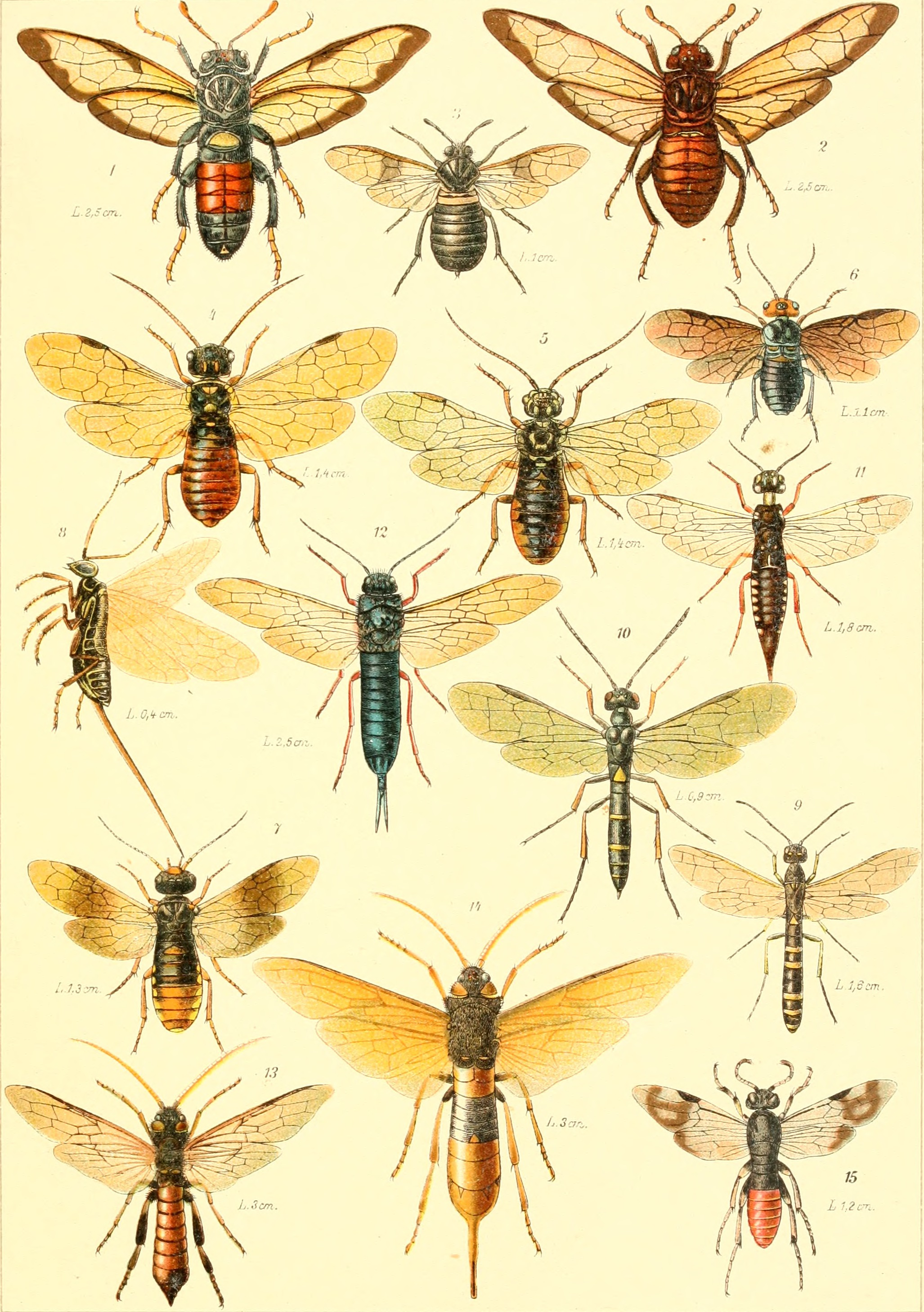
Die insekten Mitteleuropas insbesondere Deutschlands

## Veröffentlichungen (Auswahl)
- Die Apidae (Blumenwespen) von Argentina nach den Reisenergebnissen der Herren A. C. Jensen-Haarup und P. Jörgensen in den Jahren 1904–1907. 1908.
- Die Bienen Europas (Apidae europaeae). Akademische Druck- und Verlagsanstalt, Graz 1969 (Nachdruck der Erstausgabe 1895–1901).
- Megachilinae, Hymenoptera ; Apidae. Friedländer, Berlin 1911.
- Die europäischen Bienen (Apidae) – Das Leben und Wirken unserer Blumenwespen. Eine Darstellung der Lebensweise unserer wilden wie gesellig lebenden Bienen nach eigenen Untersuchungen für Naturfreunde, Lehrer u. Zoologen. Vereinigung Wissenschaftlicher Verleger, Berlin, Leipzig 1922.